# Szirmok, virágok, koszorúk
Pour plus de détails, voir Fiche technique et Distribution.
Szirmok, virágok, koszorúk (littéralement « pétales, fleurs, couronnes ») est un film hongrois réalisé par László Lugossy et sorti en 1984. Le film remporte le Grand prix du jury de la Berlinale.

## Fiche technique
- Titre : Szirmok, virágok, koszorúk
- Titre anglophone : Flowers of Reverie
- Réalisation : László Lugossy
- Scénario : László Lugossy et István Kardos
- Photographie : Elemér Ragályi (hu)
- Musique : György Selmeczi
- Pays d'origine : Hongrie
- Format : Couleurs
- Genre : drame
- Durée : 102 minutes
- Date de sortie : 1984

## Distribution
- György Cserhalmi : Majláth Ferenc
- Grażyna Szapołowska : Mária
- Jirí Adamíra : Heinrich nagybácsi
- Bogusław Linda : Tarnóczy Kornél
- Lajos Őze : Ezredes